# Sense of Purpose
| Recensione | Giudizio |
| ---------- | -------- |
| AllMusic   | [ 1 ]    |

Sense of Purpose è un album discografico del gruppo reggae giamaicano Third World, pubblicato dalla casa discografica Columbia Records nell'aprile del 1985.

## Tracce
Lato A
1. One to One – 3:57 (William Clark)
2. Sense of Purpose – 5:18 (Stephen Coore, Michael Cooper)
3. World of Uncertainty – 3:51 (Jay Hirsh, Mark Chapman)
4. Rock Me – 4:02 (C. Nesbit, Michael Cooper)
5. One More Time – 4:23 (Amir Bayyan, Meekaaeel Muhammad)

Lato B
1. Children of the World – 3:52 (C. Nesbit, Michael Cooper, William Stewart)
2. Can't Get You (Outta My Mind) – 3:36 (Michael Cooper)
3. Girl from Hiroshima – 3:29 (Michael Cooper, Richard Daley, Steven Coore, William Clark, William Stewart)
4. Reggae Jam Boogie – 3:42 (Steven Coore)
5. How Can You – 4:04 (William Clark)
6. One Song (Nyahbinghi) – 1:46 (Jah Third World Family)

## Formazione
- Michael Ibo Cooper - tastiere (Prophet 5, DX7 Yamaha, PFR Yamaha), pianoforte (Grand Piano Yamaha Acoustic), organo (Hammond B3), clavinet (Mohner), percussioni, voce
- Stephen Cat Coore - chitarra solista, chitarra ritmica, armonica, chitarra acustica (The Washburn Electro Acoustic), voce, percussioni
- Bill Bunny Rugs Clark - voce solista, accompagnamento vocale, cori
- Richie Bassie Daley - basso, chitarra ritmica, accompagnamento vocale, percussioni
- Willie Stewart - batteria (Yamaha Acoustic Drums), batteria elettronica (Simmons), drum machine (D.M.X. e Linn Drum Machine), percussioni, accompagnamento vocale, cori

Musicisti aggiunti
- Amir Bayyan - tastiere, programmed (brano: One More Time)
- Mtume - effetti sonori (DX7 Bells) (brano: Sense of Purpose)
- Isibro Cosa Ross - percussioni (brano: One More Time)
- Neil Clarke - percussioni (brano: Sense of Purpose)
- Okyerema Asanti (brani: Rock Me, Children of the World, Girl from Hiroshima e Reggae Jam Boogie)
- Junior Wedderburn - percussioni (binghi drums)
- Tschaka Tonge - percussioni (binghi drums)
- Glenn Ricks - accompagnamento vocale, cori
- Meekaaeel Muhammad - accompagnamento vocale, cori

Note aggiuntive
- Third World - produttori (eccetto brano: One More Time)
- Amir Bayyan - produttore (solo brano: One More Time)
- Cecil Holmes - produttore esecutivo
- Registrato al Dynamic Sounds ed al Music Mountain Studio di Kingston, Jamaica; al Eastern Recording Studio, New Jersey, Stati Uniti
- Bunny Tom Tom, David Roy Dachinger e David Roe - ingegneri delle registrazioni
- Willie Stewart - assistente ingegneri delle registrazioni
- Tom Vercillo  - ingegnere delle registrazioni, assistente drum programming
- Charles Reilly - fotografie
- Gene Greif - artwork
- Mark Larson - design album[4]